# 加特省
加特省（阿拉伯语：‎）是利比亞的一個省，位於該國西南部，西鄰阿爾及利亞，南鄰尼日。面積72,700平方公里。2003年人口22,770人。首府加特。
1. ↑  . statoids.com.   [27 October 2009]. （原始内容存档于2019-11-21）.